# Lócs
Lócs (em alemão: Losing; croata: Loča) é um município da Hungria, situado no condado de Vas. Tem 5,13 km² de área e sua população em 2015 foi estimada em 122 habitantes.